# Evans River
Evans River är ett vattendrag i Australien. Det ligger i delstaten New South Wales, i den sydöstra delen av landet, omkring 570 kilometer norr om delstatshuvudstaden Sydney. 
I omgivningarna runt Evans River växer i huvudsak städsegrön lövskog. Genomsnittlig årsnederbörd är 1 445 millimeter. Den regnigaste månaden är januari, med i genomsnitt 220 mm nederbörd, och den torraste är oktober, med 28 mm nederbörd.